# Albula/Alvra
Albula/Alvra (tysk respektive rätoromansk namnform) är en kommun i regionen Albula i den schweiziska kantonen Graubünden. Kommunen har 1 313 invånare (2023).
Den bildades 2015 genom sammanslagning av de tidigare kommunerna Alvaneu, Alvaschein, Brienz/Brinzauls, Mon, Stierva, Surava och Tiefencastel. Namnet är givet efter floden med samma namn, vilken har gett namn även åt regionen. Tiefencastel är urgammal centralort för hela regionen, och nu även kommunens centralort.

## Språk
Det traditionella språket är surmeirisk rätoromanska, som förr var hela befolkningens modersmål. Under 1900-talet har detta språk alltmer trängts undan på bekostnad av tyska. Vid senaste folkräkningen hade en tredjedel av befolkningen rätoromanska som modersmål, medan två tredjedelar var tyskspråkiga. Bägge språken är officiella administrationsspråk i kommunen. Låg- och mellanstadieskolan i Alvaneu, som också hyser elever från Surava (samt grannkommunen Schmitten) är tyskspråkig. Övriga låg- och mellanstadielever i kommunen, omkring hälften, går i den rätoromanskspråkiga skolan i grannkommunen Lantsch/Lenz. I Tiefencastel finns en högstadieskola för hela kommunen (samt några grannkommuner) där undervisiningen bedrivs på tyska, men med rätoromanska som skolämne.

## Religion
Kyrkorna i kommunen är katolska, och den reformerta minoriteten söker sig till kyrkan i grannkommunen Filisur.